# Cerophanes
Cerophanes är ett släkte av steklar. Cerophanes ingår i familjen bracksteklar.
Kladogram enligt Catalogue of Life:
| Cerophanes | \| \| Cerophanes kerzhneri \| \| \| \| \| \| Cerophanes radialis \| \| \| \| |
|            | \| \| Cerophanes kerzhneri \| \| \| \| \| \| Cerophanes radialis \| \| \| \| |
|            | Cerophanes kerzhneri                                                         |
|            |                                                                              |
|            | Cerophanes radialis                                                          |
|            |                                                                              |